# فوتبال در بازی‌های آسیایی ۱۹۷۰
مسابقات فوتبال در بازی‌های آسیایی ۱۹۷۰ از تاریخ ۱۰ تا ۲۰ دسامبر ۱۹۷۰ در شهر بانکوک تایلند برگزار شده است.

## جدول مدال‌ها
| رتبه  | کشور            | طلا | نقره | برنز | مجموع |
| ۱     | کره جنوبی (KOR) | ۱   | ۰    | ۰    | ۱     |
| ۱     | میانمار (BIR)   | ۱   | ۰    | ۰    | ۱     |
| ۳     | هند (IND)       | ۰   | ۰    | ۱    | ۱     |
| مجموع | مجموع           | ۲   | ۰    | ۱    | ۳     |